# Rheum tibeticum
Rheum tibeticum är en slideväxtart som beskrevs av Carl Maximowicz och Joseph Dalton Hooker. Rheum tibeticum ingår i släktet rabarbersläktet, och familjen slideväxter. Inga underarter finns listade i Catalogue of Life.

## Källor

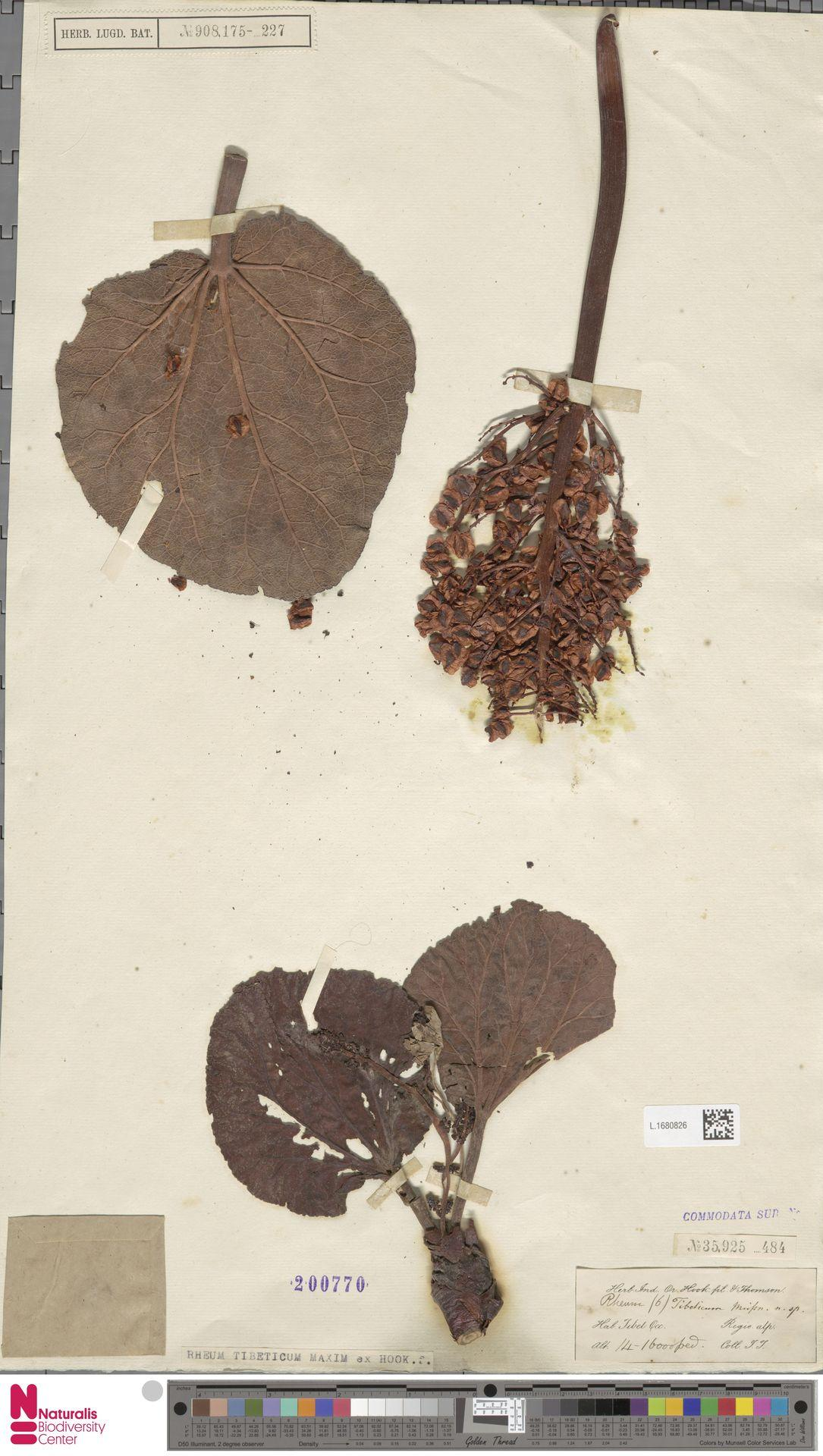
Rheum tibeticum Maxim. ex Hook.f. Thell., herbarium specimen, isotype Tibet